# Робін Вайт
Робін Вайт (англ. Robin White, нар. 10 грудня 1963) — колишня професійна американська тенісистка.
Перемагала у Відкритому чемпіонаті США з тенісу — в парному розряді в 1988 році, в міксті — в 1989 році.
Здобула два одиночні та одинадцять парних титулів туру WTA.
Найвищу одиночну позицію світового рейтингу — 15 місце досягла 19 січня 1987, парну — 8 місце — 2 квітня 1990 року.
Завершила кар'єру 1995 року.

## Фінали турнірів Великого шолома

### Парний розряд: 2 (1 титул, 1 поразка)
| Результат | Рік  | Championship                     | Покриття | Партнер          | Опоненти                          | Рахунок  |
| Перемога  | 1988 | Відкритий чемпіонат США з тенісу | Тверде   | Джиджі Фернандес | Патті Фендік Джилл Гетерінгтон    | 6–4, 6–1 |
| Поразка   | 1994 | US Open                          | Тверде   | Катарина Малеєва | Яна Новотна Аранча Санчес Вікаріо | 6–3, 6–3 |

### Мікст: 2 (1 титул, 1 поразка)
| Результат | Рік  | Championship                           | Покриття | Партнер      | Опоненти                | Рахунок       |
| Перемога  | 1989 | Відкритий чемпіонат США з тенісу       | Тверде   | Шелбі Кеннон | Мередіт Макґрат Рік Ліч | 3–6, 6–2, 7–5 |
| Поразка   | 1991 | Відкритий чемпіонат Австралії з тенісу | Тверде   | Скотт Девіс  | Джо Дьюрі Джеремі Бейтс | 2–6, 6–4, 6–4 |